# Cerodontha eucaris
Cerodontha eucaris är en tvåvingeart som beskrevs av Nowakowski 1967. Cerodontha eucaris ingår i släktet Cerodontha och familjen minerarflugor. Inga underarter finns listade i Catalogue of Life.